# Poseckscher Garten

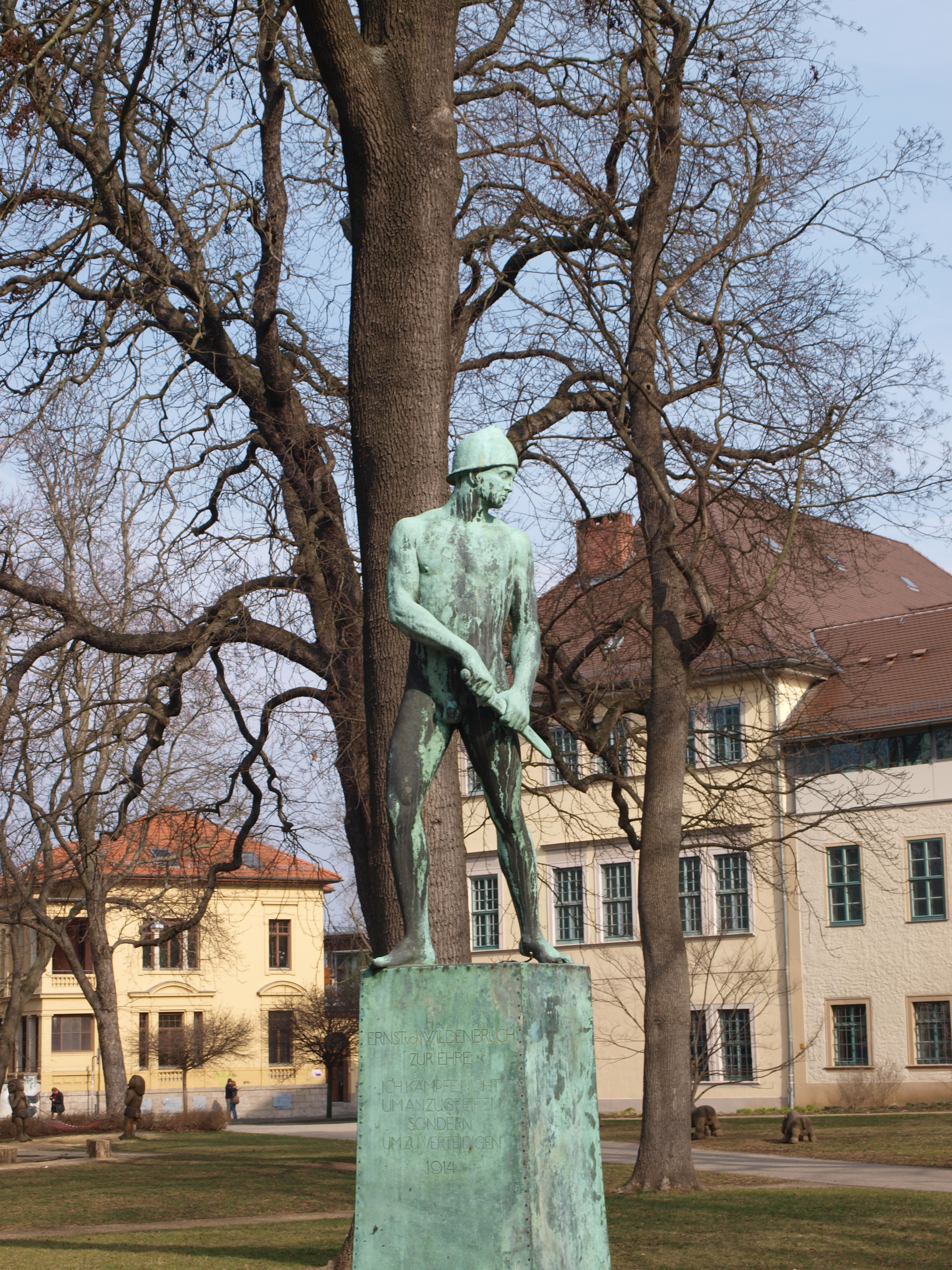
Ernst-von-Wildenbruch-Denkmal auf dem Poseckschen Garten. Sockelinschrift: „Ich kämpfe nicht um anzugreifen sondern um zu verteidigen“.

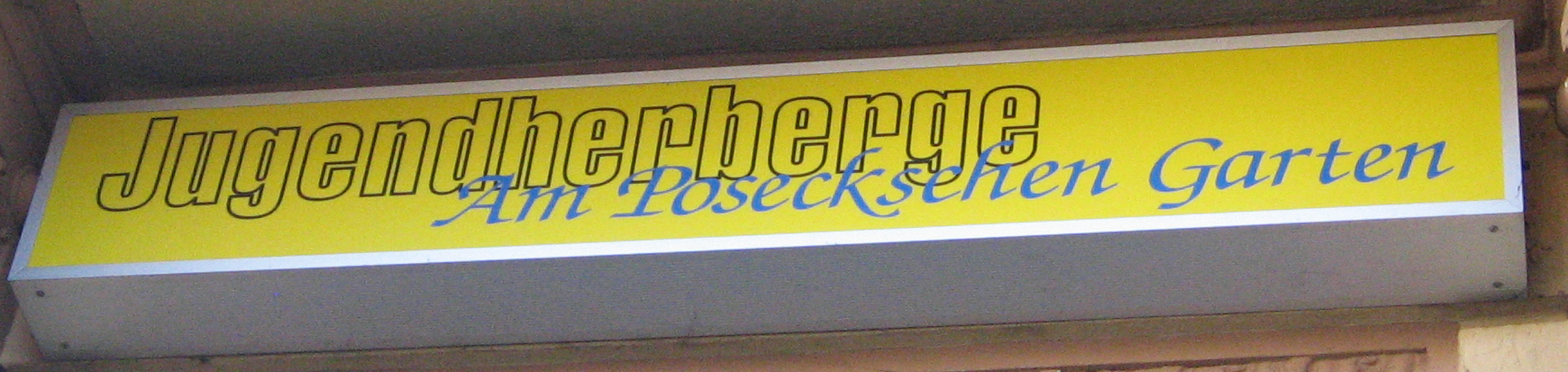
Jugendherberge Am Poseckschen Garten

Das Museum für Ur- und Frühgeschichte Thüringens ist das vormalige Wohnhaus Am Poseckschen Garten. Das als Poseck’sches Haus bekannte Gebäude wurde 1790/1791 von Anton Georg Hauptmann nach dem Entwurf des Hofarchitekten Rudolf Steiner errichtet: Das wiederum wurde nach dem Besitzer, dem Kammerherrn und Landjägermeister Friedrich Carl Christian von Poseck, benannt. Gegenüber der Straße, die den Namen Am Poseckschen Garten trägt, liegt der Historische Friedhof Weimar. Die gewissermaßen als Stadtpark gestaltete Anlage war eigentlich der Hausgarten des Poseckschen Hauses gewesen. Der Bereich der Straße Am Poseckschen Garten hat den Postleitzahlenbereich 99423. Dort befindet sich auch eine Jugendherberge an der Ecke zur Humboldtstraße. Auch als Spielplatz ist der Posecksche Garten beliebt. Die Straße Am Poseckschen Garten hieß einem alten Stadtplan von 1915 zufolge einfach am Friedhof. Die Jugendherberge in der Humboldtstraße 17 trägt seit 1990 den Namen Am Poseckschen Garten. Das Haus Humboldtstraße 17 in Weimar liegt an der Ecke zum Poseckschen Garten. Das Haus Humboldtstraße 17 hieß ab 1953 Jugendherberge 15 und ab 1990 Jugendherberge Am Poseckschen Garten.
Das Hotel Fürstenhof am Bauhaus zeigt sich von der Nordseite.

## Ernst-von-Wildenbruch-Denkmal
Mitten in dieser Anlage, im sogenannten Spiegelbrunnen, befindet sich das 1915 enthüllte Denkmal für Ernst von Wildenbruch, welches von Richard Engelmann geschaffen wurde. Diese aus Bronzeblech getriebene Figur auf Bronzeblechsockel zeigt einen nackten Jüngling mit antikem Helm, der gerade sein Schwert aus der Scheide zu ziehen im Begriff ist. Das ist der sog. „Marathon-Kämpfer“. Das Brunnenbecken ist kreisrund. Die Einweihungsfeier für das Denkmal fand am 5. April 1915 statt und wurde auch vom Weimarer Hoffotografen Louis Held aufgenommen. Engelmann wurde 1913 als Nachfolger von Adolf Brütt als Leiter der Bildhauerabteilung der Kunsthochschule nach Weimar berufen. Mit dieser Berufung war die Herstellung des Denkmals für den 1909 verstorbenen wilhelminischen Dichter Ernst von Wildenbruch verbunden.
Dieses war in der DDR-Zeit zeitweise entfernt. 1998 erfolgte dessen Rekonstruktion. Mit der 2007 erfolgten Rekonstruktion des Stadtparks bekam das Denkmal eine gänzlich andere Wirkung auf den Betrachter.
Der Posecksche Garten steht auf der Liste der Kulturdenkmale in Weimar (Einzeldenkmale).